# 新烟街道
新烟街道，是中华人民共和国河南省郑州市新郑市下辖的一个乡镇级行政单位。

## 行政区划
新烟街道下辖以下地区：
车站社区、烟厂东区社区、和庄社区、金芒果花苑社区、道西路社区、解放路社区和渔夫子路社区。